# Mix-Roman
 (octobre 2016).
Roman Mogoutnov, plus connu sous le nom de scène Mix-Roman (russe : Роман Могутнов), est un disc jockey russe basé à Moscou,. 
Il a travaillé avec plusieurs labels discographiques tels que DistroKid, Magik Muzik, Spinnin' Records et B-Sonic. Il a gagné en popularité au cours des ans et a reçu le soutien d'artistes comme Bobina, DJ Feel, Mike Foyle (en), Omnia et beaucoup d'autres.

## Discographie

### Singles
- 2008 : The Top, avec Dj Viduta  (CD-R)
- 2010 : Back Again (T-live)
- 2010 : Regeneration (CD-R)
- 2011 : Trance Sensation (CD-R)
- 2012 : Sentimental Sound (M.R.S.)
- 2012 : Photon (CD-R)
- 2013 : Breakaway, avec Chloe Davis (T-live)
- 2013 : Diamond Rain, avec Dj Vengeance (B-Sonic)
- 2014 : Let's Move, avec Jason Drake (M.R.S.)
- 2015 : Winter (Global Music)
- 2015 : Welcome To Amsterdam (Global Music)
- 2015 : Instant (Global Music)
- 2015 : Without You, avec Anastasia Grinina (M.R.S.)
- 2015 : Playground (Part I) (M.R.S.)
- 2015 : Try (Tesseract Music Group)
- 2016 : Rave (Spinnin' Records)
- 2016 : Captain Sever (Electric Touch)
- 2016 : Pallaroid (Tesseract Music Group)

### Remixes
- 2009 : Far East Movement - Like A G 6  (T-live)
- 2010 : Bobina Ft. [Винтаж] - На На На (Mix-Roman Remix) (Diamond)
- 2010 : Kesha - Tik Tok (Mix-Roman Summer Edit) (CD-R)
- 2014 : Armin van Buuren Ft. Christian Burns - This Light Between Us (Mix-Roman Intro Mix) (Magik Music (T-live)
- 2014 : Gaia - Tuvan (Mix-Roman Remix) (CD-R)
- 2014 : Calvin Harris Ft. Example - We'll Be Coming Back (Mix-Roman Remix) (M.R.S.)
- 2015 : Steve Aoki Ft. Luke Steele - Neon Future (Mix-Roman Edit) (CD-R)
- 2015 : The Chainsmokers Ft. SirenXX - Kanye (Mix-Roman Remix) (M.R.S.)
- 2016 : Mike Candys Ft. Clyde Taylor - Make It Home (Mix-Roman Remix) (Electric Touch), (S2 Records)
- 2016 : The Chainsmokers Ft. ROZES (en) Roses (Mix-Roman Remix) (Electric Touch)